# Екран хранителя Поклику Ктулху
«Екран хранителя Поклику Ктулху» (англ. Call of Cthulhu Keeper's Screen) — додаток до рольової гри 1985 року для «Поклик Ктулху», виданий Chaosium.

## Зміст
«Екран хранителя Поклику Ктулху» — трипанельний картонний екран ігрового майстра з таблицями, які допомагають майстру гри відстежувати зброю дальнього та ближнього бою, монстрів, заклинання, правила божевілля та вигадані Книги Міфів. «Екран хранителя» містить таблиці для бою, магії та відомості з правил третього видання «Поклику Ктулху»; друга версія екрану також містить «правило нокауту» та дані про зброю з додатків Cthulhu Now і Cthulhu by Gaslight.

## Історія видання
Дизайн екрану ігрового майстра розробив Том Салліван. Його у вигляді картонного екрану у 1985 році видало видавництво Chaosium, Inc.. У 1988 році вийшло друге видання, на обкладинці якого зазначено: «New Edition».

## Відгуки
Гай Гейл написав рецензію «Екрану хранителя Поклику Ктулху» у Space Gamer/Fantasy Gamer № 80: «Нові таблиці допоможуть вирішити деякі суперечки щодо метальної зброї, а Хранитель має мати ктулхоідний екран, щоб приховувати свої таємниці від допитливих дослідників. Однак Chaosium слід було скористатися цією нагодою, щоб об'єднати всіх монстрів і заклинання Поклику Ктулху в одному додатку».
Крім того, огляди екрану вийшли у часописах Challenge № 38 (1989) та в німецькому Envoyer (випуск 46 за серпень 2000 року).